# Tadahiro Akiba
Tadahiro Akiba (秋葉 忠宏 Akiba Tadahiro?,  nacido el 13 de octubre de 1975 en Chiba) es un exfutbolista japonés que se desempeñaba como centrocampista.
Tadahiro Akiba fue elegido para integrar la selección de fútbol sub-23 del Japón para los Juegos Olímpicos de Verano de 1996.

## Trayectoria

### Clubes
| Club                | País  | Año       |
| ------------------- | ----- | --------- |
| JEF United Ichihara | Japón | 1994-1996 |
| Avispa Fukuoka      | Japón | 1997      |
| Cerezo Osaka        | Japón | 1998      |
| Albirex Niigata     | Japón | 1999-2004 |
| Tokushima Vortis    | Japón | 2005-2006 |
| Thespa Kusatsu      | Japón | 2006-2008 |
| SC Sagamihara       | Japón | 2009-2010 |